# Andro Knego

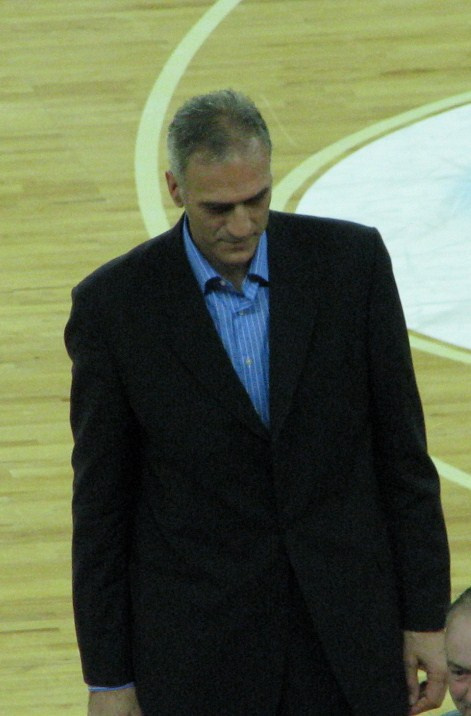
Andro Knego (2010)

Andrija „Andro“ Knego (* 21. Oktober 1956 in Dubrovnik, Jugoslawien) ist ein ehemaliger jugoslawischer Basketballspieler, der 1978 Weltmeister und 1980 Olympiasieger war.

## Erfolge
Der 2,05 m große Center Andro Knego spielte in seiner Karriere überwiegend bei KK Cibona Zagreb, mit diesem Verein war er 1982, 1984 und 1985 jugoslawischer Meister. Knego war in den 1980er Jahren auch in Spanien bei Club Deportivo Cajamadrid und in Italien bei Montecatiniterme Basketball als Profi tätig.
International war Knego schon als Jugendlicher erfolgreich. 1973 belegte er mit der Kadetten-Nationalmannschaft den dritten Platz bei der Europameisterschaft. 1974 war er Junioreneuropameister. Mit der Jugoslawischen Nationalmannschaft nahm er 1976 an den Olympischen Spielen 1976 in Montreal teil. Er wurde aber nur bei der Vorrundenniederlage gegen die Vereinigten Staaten eingesetzt. Die Jugoslawen trafen im Finale erneut auf die US-Mannschaft und gewannen die Silbermedaille.
Bei der Basketball-Weltmeisterschaft 1978 in Manila gab es zunächst eine Finalrunde, in der die Jugoslawen ungeschlagen blieben. Die ersten beiden Teams der Finalrunde trafen im Finale aufeinander, Jugoslawien gewann gegen die Mannschaft der UdSSR mit 82:81 nach Verlängerung. Zwei Jahre später gab es bei den Olympischen Spielen 1980 ebenfalls eine Finalrunde. Im Finale trafen die beiden besten Mannschaften der Finalrunde aufeinander. Die Jugoslawen besiegten die Italiener mit 86:77 Punkten. Knego wurde in acht Spielen eingesetzt und erzielte im Turnierverlauf 25 Punkte. Im Finale steuerte er vier Punkte und drei Rebounds bei.
1981 siegte bei der Basketball-Europameisterschaft 1981 in der Tschechoslowakei die Mannschaft aus der Sowjetunion vor den Jugoslawen mit 84:67, Knego erzielte im Finale zehn Punkte. Im Jahr darauf belegten die Jugoslawen den dritten Platz bei der Basketball-Weltmeisterschaft 1982 in Cali. Ebenfalls Bronze gewann die jugoslawische Mannschaft bei den Olympischen Spielen 1984 in Los Angeles. Knego erzielte 54 Punkte in acht Spielen. Bei seinem letzten großen Turnier, der Basketball-Europameisterschaft 1985 in Deutschland, erzielte Knego 81 Punkte in acht Spielen. Der Turnierverlauf war für die Jugoslawen allerdings enttäuschend, weil sie als Gruppenerster nach der Vorrunde im Viertelfinale gegen die Tschechoslowakei unterlagen und letztlich nur den siebten Platz belegten.